# Bogumiłowice (województwo łódzkie)
Bogumiłowice – wieś w Polsce położona w województwie łódzkim, w powiecie pajęczańskim, w gminie Sulmierzyce.
W latach 1954–1972 wieś należała i była siedzibą władz gromady Bogumiłowice. W latach 1975–1998 miejscowość administracyjnie należała do województwa piotrkowskiego.
- Bogumiłowice, [w:] Słownik geograficzny Królestwa Polskiego, t. I: Aa – Dereneczna, Warszawa 1880, s. 281.